# Kdybych byl špión
Kdybych byl špión (originální francouzský název Si j'étais un espion) je francouzské špionážní filmové drama s prvky thrilleru režiséra Bertranda Bliera z roku 1967 s Bernardem Blierem a Brunem Cremerem v hlavních rolích. Film byl natočený černobíle.

## Děj
Doktor Lefèvre je obyčejný praktický lékař. Jednou je volán ke svému pacientovi Jeanovi Guerinovi, po svém příchodu do domu ale nalézá pouze zavřené dveře, za kterými je slyšet puštěnou televizi a zmatenou ženu, která hledá toho samého člověka. Později je vyhledán člověkem, který od něj požaduje Guerinovu adresu, přichází na to, že mu byla ukradena Guerinova zdravotní dokumentace a je vylákán na schůzku, která má zabezpečit nerušené prohledání jeho bytu. Tajemná organizace mu vysvětlí, že má zájem na Guerinově likvidaci a pod výhrůžkou ublížení jeho dceři Sylvie jej přinutí k spolupráci.
Do jeho domu je nasazen muž jménem Matras, který má za úlohu prohledat jeho písemnosti a fotografie, vést s Lefèvrem rozhovor a sledovat jeho reakce. Postupně se mu podaří doktora skutečně přimět k odhalení vlastní minulosti a potvrzuje si tak informaci, že vztah Guerina s Lefèvrem není pouze obyčejným vztahem lékaře a pacienta, nýbrž několikaletým svazkem založeným na stejných politických názorech (sympatie ke komunismu), který trvá už od doktorovy cesty do Polska v roce 1965.
Doktor se pokusí podvodem vyklouznout z nepřetržitého Matrasova dohledu a požádá o pomoc svého přítele Monteila, je však odhalen a později vystaven i šoku z lehké automobilové nehody své dcery. Matras je později ze svého úkolu odvolán a Sylvie je unesena a převezena na neznámé místo, krátce nato je ale Guerin nalezen mrtev. Organizace dodržuje své slovo a Matras osobně přiveze doktorovu dceru zpátky domů.

## Obsazení
| Bernard Blier    | doktor Lefèvre    |
| Bruno Cremer     | Matras            |
| Suzanne Flon     | Geneviève Laurent |
| Patricia Scott   | Sylvie Lefèvre    |
| Claude Piéplu    | Monteil           |
| Pierre Le Rumeur | Kruger            |